# 中道駅
中道駅（なかみちえき）は、かつて大阪府大阪市阿倍野区に存在した、南海電気鉄道上町線（現、阪堺電気軌道）の駅（停留所）。

## 概要
現在の上町線が『大阪馬車鉄道』として開業した時に設置された、阿倍野駅 - 松虫駅間の併用軌道上にあった駅。駅があった場所は、現在の「コスモ阿倍野シティフォルム」（分譲マンション）の前にあった。駅名は当時、この地にあった「中道市場」に由来。

## 歴史
- 1900年（明治33年）9月20日：大阪馬車鉄道、天王寺 - 東天下茶屋間の開業時に開業。
- 1907年（明治40年）
  - 3月29日：社名変更により、大阪電車鉄道の駅となる。
  - 10月19日：社名変更により、浪速電車軌道の駅となる。
- 1908年（明治41年）2月1日：電化工事による全線廃止のため、一旦廃駅。
- 1909年（明治42年）12月24日：会社合併により、南海鉄道の駅となる。
- 1910年（明治43年）10月1日：天王寺西門前 - 住吉神社前間で電車運転開始とともに復活。
- 1944年（昭和19年）6月1日：関西急行鉄道と南海鉄道が合併したことに伴い、近畿日本鉄道の駅となる。
- 1947年（昭和22年）6月1日：路線譲渡により、南海電気鉄道の駅となる。
- 1956年（昭和31年）9月1日：旅客営業再開（休止時期は不明）。
- 1970年代頃：廃駅。

## 隣の駅
南海電気鉄道
上町線
阿倍野駅 - 中道駅 - 松虫停留場